# Carlo Pisacane (acteur)
Pour les articles homonymes, voir Carlo Pisacane.
Carlo Pisacane (Naples 2 février 1889 - Rome 9 juin 1974) est un acteur italien qui a joué dans plus de 70 films entre les années 1930 et les années 1970.

## Biographie
Carlo Pisacane a joué dans des films de genres très divers, dès 1932, des westerns spaghetti, comme Da uomo a uomo (1967) de Giulio Petroni avec Lee Van Cleef, ou des parodies comme Pour quelques dollars de moins (1966). Il est préférable de rappeler ses apparitions dans des comédies classiques (comédies à l'italienne) comme Le Pigeon (I soliti ignoti) (1958) de Mario Monicelli, sorti en 1958, et sa suite, tournée en 1959 par Nanni Loy, Hold-up à la milanaise (Audace colpo dei soliti ignoti) dans lesquels il interprétait, aux côtés de Vittorio Gassman, Totò, Claudia Cardinale, Renato Salvatori et Marcello Mastroianni (uniquement dans le premier), le rôle de Capannelle, un petit escroc âgé et glouton, ou de son rôle du petit commerçant juif misérable Abacuc dans L'Armata Brancaleone de Mario Monicelli (1966), présenté en compétition au Festival de Cannes.

## Filmographie partielle
- 1932 : La Table des pauvres (La Tavola dei poveri) d'Alessandro Blasetti
- 1949 : Le Tocsin (Campane a martello) de Luigi Zampa
- 1952 : Les Coupables (Processo alla città) de Luigi Zampa
- 1952 : Un ladro in paradiso de Domenico Paolella
- 1953 : ...e Napoli canta! de Armando Grottini
- 1953 : La Fille sans homme (Un marito per Anna Zaccheo) de Giuseppe De Santis
- 1957 : Un ange est passé sur la ville (Un ángel pasó por Brooklyn, Un angelo è sceso a Brooklyn) de Ladislao Vajda
- 1958 : Le Pigeon (I soliti ignoti) de Mario Monicelli
- 1958 : Un morceau de ciel (Un ettaro di cielo) d'Aglauco Casadio
- 1959 : El Lazarillo de Tormes de César Ardavin
- 1959 : Hold-up à la milanaise (Audace colpo dei soliti ignoti) de Nanni Loy
- 1959 : La cento chilometri de Giulio Petroni
- 1959 : La sceriffa de Roberto Bianchi Montero : Nick
- 1959 : Les Croûlants terribles (Prepotenti più di prima) de Mario Mattoli
- 1960 : L'Agent (Il vigile) de Luigi Zampa
- 1960 : Les Plaisirs du samedi soir (I piaceri del sabato notte) de Daniele D'Anza
- 1961 : Quelle joie de vivre (Che gioia vivere) de René Clément
- 1961 : Les Guérilleros (I Briganti italiani) de Mario Camerini
- 1963 : Les Motorisées (Le motorizzate) de Marino Girolami
- 1963 : Gli onorevoli de Sergio Corbucci
- 1966 : L'Armée Brancaleone (L'Armata Brancaleone) de Mario Monicelli
- 1966 : Le Saint prend l'affût de Christian-Jaque
- 1966 : Per qualche dollaro in meno de Mario Mattoli
- 1966 : Le renard s'évade à trois heures (Caccia alla volpe) de Vittorio De Sica
- 1966 : Opération San Gennaro (Operazione San Gennaro) de Dino Risi
- 1967 : Au diable les anges (Operazione San Pietro) de Lucio Fulci
- 1967 : Dernier Sursaut pour cinq indésirables (Ballata da un miliardo) de Gianni Puccini
- 1967 : Caprice à l'italienne Que sont les nuages (Capriccio all'italiana Che cosa sono le nuvole?) de Pier Paolo Pasolini
- 1967 : La Mégère apprivoisée (La bisbetica domata) de Franco Zeffirelli
- 1967 : La mort était au rendez-vous (Da uomo a uomo) de Giulio Petroni
- 1967 : La Belle et le Cavalier (C'era una volta...) de Francesco Rosi
- 1967 : Dernier Sursaut pour cinq indésirables (Ballata da un miliardo) de Gianni Puccini
- 1967 : La Mort était au rendez-vous (Da uomo a uomo) de Giulio Petroni
- 1967 : Wanted de Giorgio Ferroni
- 1968 : Donne, botte e bersaglieri de Ruggero Deodato
- 1968 : Franco, Ciccio et les Veuves joyeuses (Franco, Ciccio e le vedove allegre) de Marino Girolami
- 1968 : Les Sept Enragés du Texas (L'ira di Dio) de Alberto Cardone
- 1969 : Faut pas jouer avec les vierges (Zenabel - Davanti a lei tremavano tutti gli uomini) de Ruggero Deodato
- 1969 : Pleins Feux sur l'archange (L'arcangelo) de Giorgio Capitani
- 1970 : Les Clowns (I clowns) de Federico Fellini
- 1971 : Notre héros retrouvera-t-il le plus gros diamant du monde ? (Riuscirà il nostro eroe a ritrovare il più grande diamante del mondo ?) de Guido Malatesta
- 1971 : Un polyvalent pas comme les autres (Stanza 17-17 palazzo delle tasse, ufficio imposte) de Michele Lupo
- 1972 : François et le chemin du soleil (Fratello sole, sorella luna) de Franco Zeffirelli